# Calthwaite
Calthwaite is een dorpje in het  Engels district Eden in het graafschap Cumbria, het ligt tussen Penrith  en de Carlisle aan de westkant van de rivier Petteril. Het dorpje ligt in de civil parish Hesket.
 
Calthwaite heeft geen directe aansluiting met de in 1970 aangelegde  M6, deze autosnelweg ligt tussen de Petteril en het dorpje.
In 1872 had Calthwaite 269 inwoners. Bij de verkiezingen in 2012 had het Polling District Calthwaite 383 kiesgerechtigden.